# Mercosur
Il Mercosur (dizione spagnola, Mercado Común del Sur) o Mercosul (secondo la dizione portoghese, Mercado Comum do Sul; in guaraní: Ñemby Ñemuha, Italiano: Mercato comune del sud) è il mercato comune dell'America meridionale che si affianca alla Comunità Andina, alla Comunità Caraibica e al Sistema di integrazione centroamericana.

## Storia

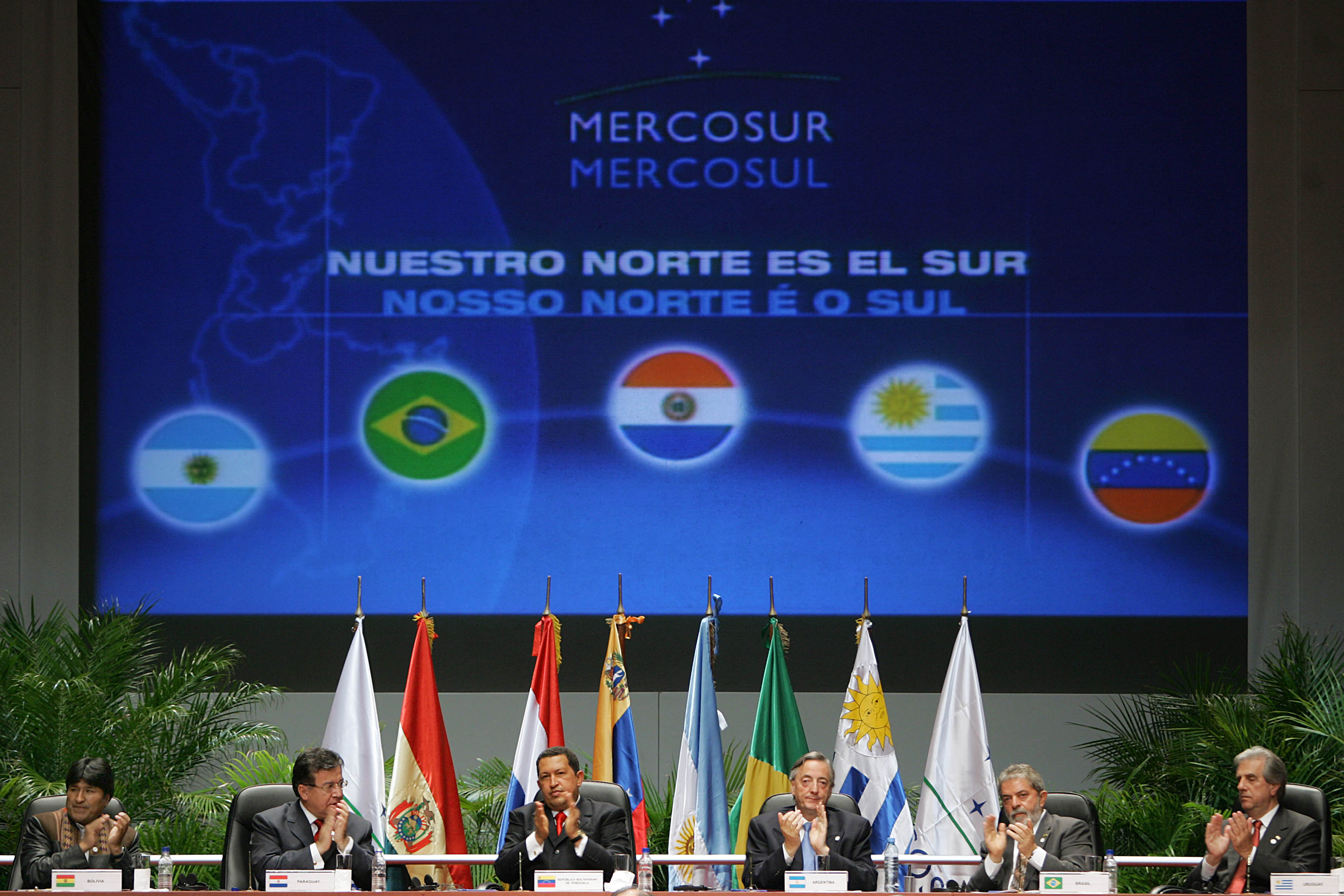
Mercosur 2005

Ne fanno parte in qualità di Stati membri: Argentina, Brasile, Paraguay, Uruguay e Venezuela. Sono inoltre Stati associati la Bolivia e il Cile (dal 1996), il Perù (dal 2003), la Colombia e l'Ecuador (dal 2004). Il Venezuela è diventato membro a pieno titolo dell'organizzazione il 31 luglio 2012, dopo ben 6 anni dall'avvio del processo, che è stato rallentato dall'opposizione del Paraguay. Nel dicembre 2016, i paesi fondatori sospesero il Venezuela per scorrettezze nei rapporti di mercato sudamericani.
L'organizzazione fu istituita con il Trattato di Asunción firmato il 26 marzo 1991 da Brasile, Argentina, Uruguay e Paraguay. Nel 1995 furono contestualmente aboliti i dazi doganali tra i quattro Paesi e istituita una tariffa doganale comune verso paesi terzi. L'obiettivo del Mercosur è la realizzazione di un mercato comune, anche se esistono ancora forti ostacoli protezionistici tra i vari stati. Esso potrebbe esser paragonato al vecchio MEC se non esistessero forti asimmetrie tra i vari Paesi; infatti se è possibile affermare che i tre maggiori Paesi del Mercato Europeo Comune fossero piuttosto simili per esperienze economiche e storiche, non si può dire la stessa cosa per l'Argentina, il Brasile, l'Uruguay e il Paraguay: basti pensare che il Brasile da solo sviluppa circa il 77% del prodotto economico del gruppo, l'Argentina il 20%, l'Uruguay il 2% e il Paraguay l'1%. Le lingue ufficiali e di lavoro sono lo spagnolo e il portoghese.
Il 28 maggio 2008 fu firmato il Trattato Costitutivo dell'Unione delle Nazioni Sudamericane (UNASUL [portoghese] - UNASUR [spagnolo] - UZAN [olandese]), composta dai dodici Stati dell'America del Sud e fondata secondo gli ideali di integrazione multi-settoriale nell'America meridionale. L'organizzazione unisce entrambe le unioni doganali regionali: il Mercosul e la Comunità andina (CAN). La carica di Segretario-Generale dell'Unasul fornisce all'entità una supremazia politica definita nello scenario internazionale, il che è il primo passo per la creazione di un organo burocratico permanente di un'ulteriore unione sovranazionale capace di sostituire gli organi politici del Mercosul e della CAN.
Nel giugno 2019, dopo oltre vent'anni di negoziati, è stato concluso un accordo di libero scambio tra il Mercosur e l'Unione europea, che prevede un abbassamento dei dazi doganali per favorire la circolazione di beni e merci tra le due aree.

## Peso demografico
La popolazione totale degli Stati membri è di oltre 290 milioni di persone, il paese più popoloso dell'organizzazione è il Brasile (206 081 432 abitanti). Seguono l'Argentina (43.590.368), il Venezuela (31.703.499), il Paraguay (6.854.536) e l'Uruguay (3.351.016). La densità abitativa di questi paesi è molto bassa.

## Stati membri

### Membri a pieno titolo
- Argentina
- Brasile
- Paraguay
- Uruguay
- Venezuela (sospeso)

### Membri associati
- Cile
- Colombia
- Ecuador
- Perù
- Bolivia

### Osservatori
- Messico
- Nuova Zelanda